# Por la razón o la fuerza

Escudo Nacional de Chile mostrando el actual lema patrio.

«Por la razón o la fuerza» es tanto la enseña del escudo nacional como el lema nacional de la República de Chile. La frase se remonta a la época de la independencia y, por su significado, se considera una versión moderna del lema en latín «aut consilio aut ense» («o por consejo o por espada»).
La expresión fue oficializada en 1920, pero su nacimiento tiene raíces en la frase que acompañó el primer emblema patrio, diseñado por José Miguel Carrera.

## Historia

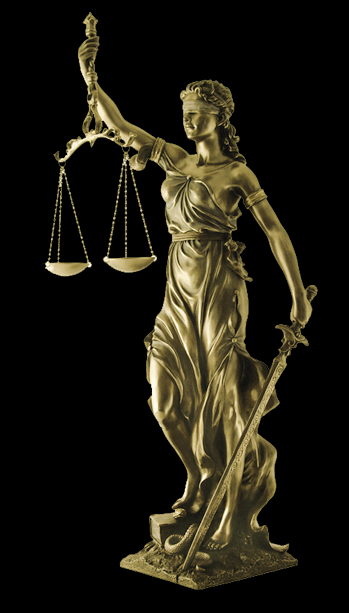
La alegoría de la Justicia suele presentar entre sus manos una balanza y una espada.

Al poseer un sentido semejante, el lema «Por la razón o la fuerza» se considera una versión en español del lema en latín «aut consiliis aut ense» («o por consejos o por espada»), que está vinculado a los orígenes del Estado de derecho.
La frase «aut consiliis aut ense» se remonta a la Antigua Roma y es expresión del clásico dualismo saber-poder (consilium-auxilium; «consejo»-«auxilio»), que es posible encontrar en el pensamiento platónico, y que fue desarrollado en la Europa medieval. De ese dualismo, a su vez, es expresión el símbolo más conocido de la justicia: la balanza (que es expresión de la razón y el derecho) y la espada (que representa el poder y la fuerza).

El primer escudo nacional contenía la frase en latín «Aut consilio aut ense» («Por consejo o por espada»), primera referencia al actual lema.

Dicho lema latino fue incluido en el primer escudo nacional, creado en 1812, en el período histórico nacional denominado Patria Vieja. Este llevaba una inscripción que decía en la parte superior «Post tenebras lux» («Después de las tinieblas, la luz») y, en la parte inferior, «'Aut consilio aut ense» («O por consejo o por espada»). El historiador Sergio Villalobos explica que la intención de los «patriotas» era significar que Chile avanzaba en su propia identidad autonomista, o independentista, mediante la razón o el ejercicio de la fuerza si fuese necesario.

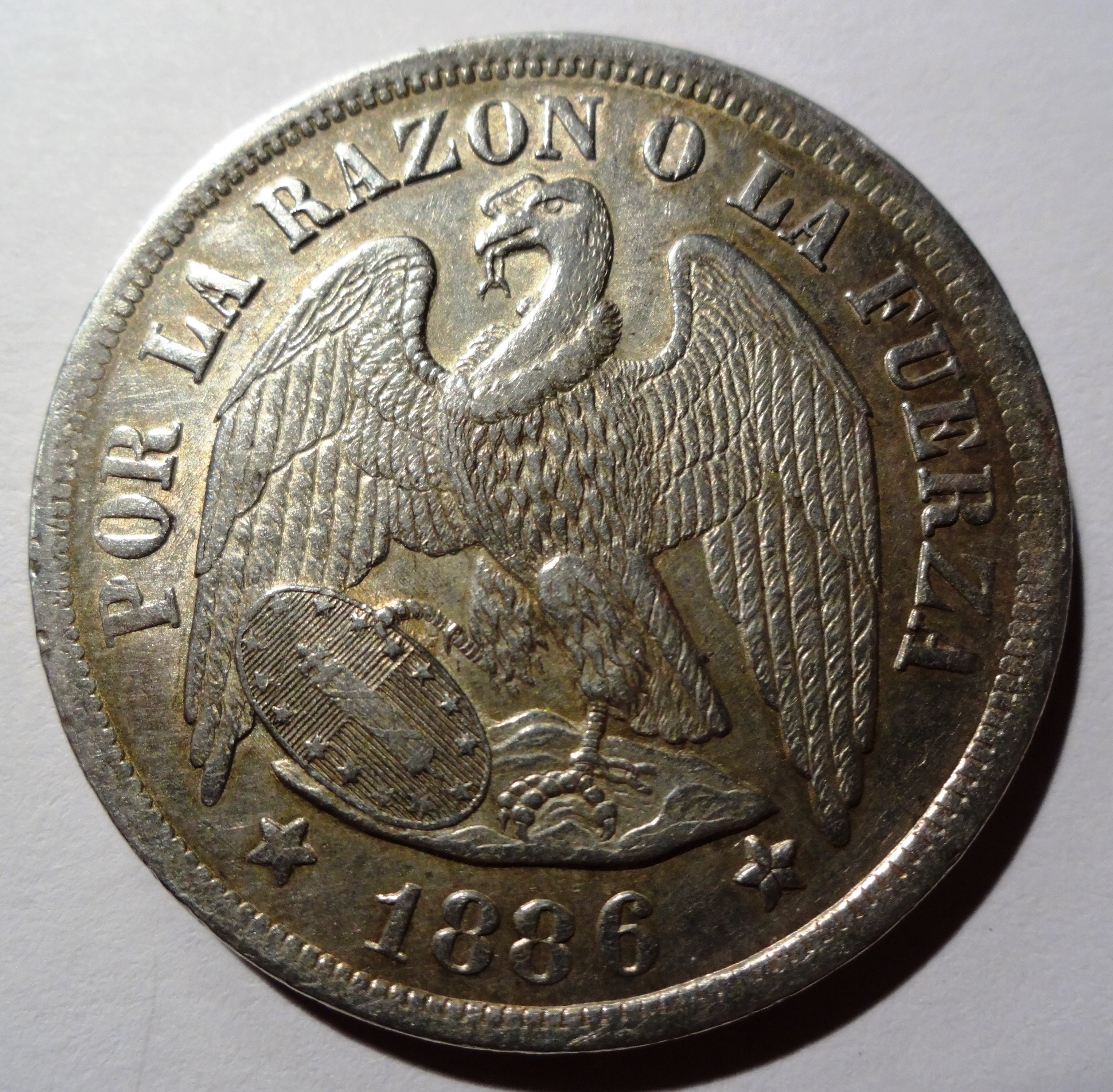
El lema «Por la razón o la fuerza» fue utilizado en diversas monedas a partir de mediados del siglo xix.

Con los años, la leyenda latina fue reemplazada por la actual «Por la razón o la fuerza», siendo utilizada en monedas chilenas desde 1818. Así por ejemplo, monedas de plata acuñadas entre 1837 y 1852 (1/2, 1, 2 y 8 reales) llevaron la frase «Por la razón y la fuerza» y monedas de oro acuñadas entre 1818 y 1834 (1, 2, 4 y 8 escudos) la versión «Por la razón, o la fuerza». Por sus orígenes, el significado del lema no está vinculado a un carácter belicista, sino que pretende establecer la primacía de la razón en la vida colectiva (el derecho), no obstante, si esta es violentada (se violenta el derecho), puede restablecerse mediante el uso de la fuerza.

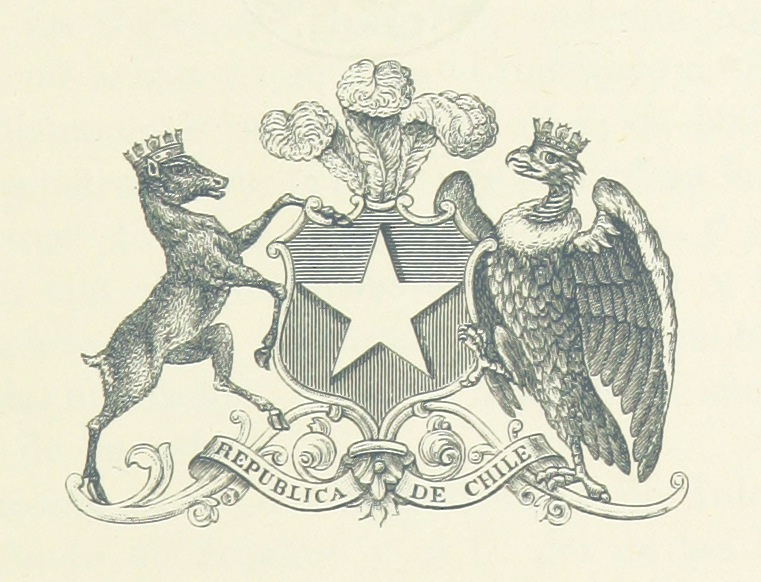
Previo a la oficialización del lema nacional en 1920, algunas versiones del escudo decían «República de Chile» o no portaban texto alguno.

El actual escudo de Chile data de 1834, pero en su diseño original, realizado por el artista británico Carlos Wood Tailor, no se incluía lema alguno. Sin embargo, en diversas versiones sí fue incorporado el lema «Por la razón o la fuerza». Por otro lado, en 1854, se dispuso que el escudo nacional que lleva la bandera presidencial tuviese la misma leyenda. En 1920 se oficializó la inclusión en el escudo nacional del lema «Por la razón o la fuerza» por un decreto del Ministerio de Guerra y Marina (decreto 2271 publicado el 8 de septiembre de 1920). En diciembre de 1967, un decreto supremo del presidente Eduardo Frei Montalva ratificó la oficialización antes mencionada (decreto supremo 1534 del Ministerio del Interior de Chile, publicado el 12 de diciembre de 1967).
En 1996, el grupo chileno de rock Los Prisioneros utilizaron el lema nacional para titular su tercera recopilación de éxitos, Ni por la razón, ni por la fuerza.
En 2000, a comienzos del gobierno del presidente Ricardo Lagos, se generó un debate originado por algunos parlamentarios de la Concertación que pretendían cambiar la divisa a «Por la fuerza de la razón», pues consideraban que este nuevo lema era «menos belicoso» que el tradicional. Aquella propuesta estuvo varios meses en el tapete de la discusión, pero la moción no prosperó por no tener quórum en el Congreso. En 2004, el senador chileno Nelson Ávila presentó un proyecto de ley con el fin de efectuar tal cambio, que tampoco prosperó.
En 2021, durante el debate presidencial organizado por ARCHI, Gabriel Boric, entonces candidato de Apruebo Dignidad, manifestó su deseo de modificar el lema del escudo nacional a «Por la fuerza de la razón» en un emplazamiento de su contendiente, José Antonio Kast. Sin embargo, hasta la fecha, no se ha presentado ningún proyecto durante su mandato que busque implementar este cambio.